# VEB Plasticart
VEB Plasticart was een fabrikant van speelgoed, voornamelijk modelbouwsets en modelauto's, uit de Duitse Democratische Republiek . 

## Geschiedenis
In de jaren vijftig werd VEB Kunststoffverarbeitung Zschopau (KVZ) opgericht als onderdeel van het kombinat VEB Modell- und Plastspielwarenkombinat Annaberg-Buchholz.
Vliegwielauto's zoals de Wartburg 311 en de Škoda Octavia werden al in de jaren zestig geproduceerd en verkocht onder de oorspronkelijke naam GEVO. Vanwege de nationalisatie in de hele DDR-economie werden verschillende kleine bedrijven in 1972 toegewezen aan VEB Kombinat Plasticart Plastspielwaren Annaberg-Buchholz. Tijdens een herstructurering werd de productie van de modellen overgebracht naar fabriek 2 van VEB Plasticart in Zschopau, voorheen VEB Plastverarbeitung, en volgden verschillende andere vliegwielauto's in schaal 1:30.
Plasticart produceerde naast modelauto's ongeveer 40 verschillende modelbouwsets en een paar spellen, bijvoorbeeld het mankalaspel Badari, alles gemaakt van plastic. De meeste bouwsets waren statische modellen in de schaal 1:100 voor vliegtuigen, 1:50 en later 1:72 voor kleinere vliegtuigen. Plasticart produceerde ook een model van het Sovjet-ruimteschip Vostok (schaal 1:25) en de Energia-raket met het Sovjet-ruimteschip Boeran (1:288).

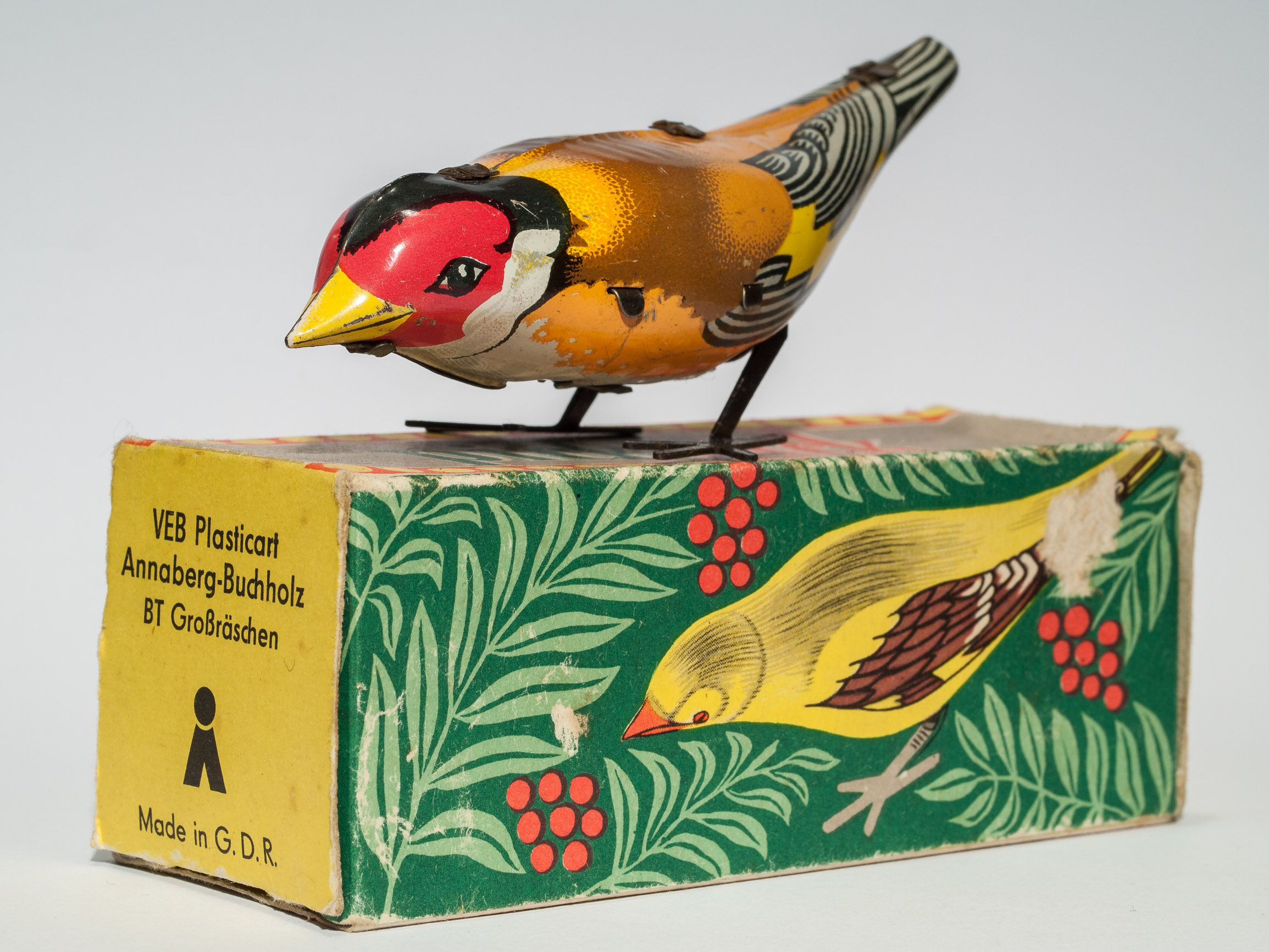
Blikken vogel, opwindbaar

### Na 1990
Na die Wende volgde in 1990 een heroriëntatie op de markt. Het bedrijf heette tot 1991 Mastermodell GmbH en werd na een pauze van twee jaar in 1993 door de Treuhandanstalt geprivatiseerd.
Het bedrijf reifra KUNSTSTOFFTECHNIK GmbH heeft, naast onder andere peuterspeelgoed, de productie van enkele voormalige Plasticart-vliegtuigmodellen hervat. Deze worden nog steeds met de originele mallen uit het verleden gemaakt.